# Xena, Prințesa războinică
Xena, Prințesa războinică (Xena: Warrior Princess) este un serial de televiziune creat de John Schulian și Robert G. Tapert, în care rolurile principale sunt interpretate de către Lucy Lawless și Renee O'Connor. Această serie este distribuită în exclusivitate în Statele Unite de către MCA-TV și pe plan internațional de către MCA-TV International. Programul marcat cu steluță de pe 15 septembrie 1995, Xena: prințesa războinică a fost conceput ca spin-off după Hercules: The Legendary Journeys al lui Sam Raimi, însă în scurt timp și-a depășit „părintele”.
Mitologie, arte marțiale, sex-appeal, peisaje marca Noua Zeelandă și efecte speciale marca Hollywood, o femeie frumoasă care vrea să răzbune distrugerea satului natal și devine cel mai de temut dușman al triburilor, imperiilor și zeilor, întoarsă de pe calea măcelului pe cea a iubirii de către un erou și apoi de prietena sa cea mai bună, devenită mamă și apărătoare a dreptății, iată rețeta la care au contribuit peste o sută de regizori, scenariști, compozitori și producători, care s-au folosit de vremurile de aur pentru a spune povești contemporane.

## Sezoane

### Sezonul 1
Xena, o prințesă care se căiește pentru păcatele sale se întâlnește cu Gabrielle, o gospodină într-o fermă din Poteiada. Gabrielle, sătulă să lucreze, își ia hârtii pe care să scrie despre aventurile sale și pleacă la drum cu Xena. Xena este prezentată ca fiind o războinică având un costum de piele, stăpână pe chackram și deținătoarea calului Argo. Se bate cu mulți războinici, îl înfruntă pe zeul visurilor, își doboară partea întunecată, recuperează Cutia Pandorei, o salvează pe Celestia - moartea, se bate cu titanii și îl eliberează pe titanul Prometeu, alături de Hercule. Se întâlnește cu Ares, zeul războiului (Kevin Smith) - înfățișat ca un cântăreț rock'n'roll dur, care se îndrăgostește de Xena. Aventurile Xenei continuă până la întâlnirea cu dușmanca sa, Callisto, o altă războinică, dornică să se răzbune pe Xena, deoarece în tinerețe i-a ucis familia și se întâlnește cu Joxer - noul personaj al serialului - un plimbăreț și un fel de Păcală - îndrăgostit nebunește de însoțitoarea Xenei, Gabrielle. Xena ajunge dintr-o dată o mare eroină, participând și la Războiul Troian. Xena se va întâlni cu zeița dragostei -Afrodita, războinicul Ares și Hades, zeul morților.

### Sezonul 2-3
În sezoanele 2 și 3, ni se dezvăluie tinerețea Xenei - care o arată ca fiind o ucigașă crudă, dar care are un copil, pe Solan care este ucis mai târziu de fiica Gabriellei. Xena, în tinerețea ei a fost la început o războinică pirat, care îl salvează pe Cezar de pirați, dar Cezar o trădează și o crucifică, punând soldații romani să-i zdrobească fluierele picioarelor. Xena este salvată de o tânără britanică, M'Lila.În cursul sezonului 2, Xena îl înfruntă și pe Bacchus, zeul vinului, și armata lui de bacante.În trecutul ei malefic, Xena îl întâlnește pe Borias, un hun, care o însoțește pe Xena în călătoria ei malefică.Povestea vieții Xenei merge mai departe, când începe sa măcelărească oamenii, ajungând până în China, unde se împrietenește cu Lao Ma, o regină chinezoaică - stăpână pe arte marțiale și îl întâlnește pe tânărul Ming T'ien - viitorul dușman al Xenei, pe care mai târziu îl ucide. Xena s-ar fi confruntat și cu amazoanele, iar în unele episoade se întâlnește și cu centaurii. Gabrielle devine un personaj mai important, deoarece în primul sezon a devenit o prințesă amazoană, iar in sezonul 3 devine moștenitoarea tronului amazoanelor-viitoarea regină a acestora. De mai multe ori apar personajele Joxer și Autolycus (un hoț deștept), care le apreciază pe Xena și pe Gabrielle. Pericolele cresc - Xena se înfruntă cu vechiul ei dușman, Cezar și cu adversarul lui Cezar, Pompei. Gabrielle ucide pentru prima dată și este luată în stăpânire de un demon, pe nume Dahak. Gabrielle o naște pe Hope, care crește din ce în ce mai repede, si ajunge să semene leit cu ea, numai că este rea, dar în final, Xena o înfrânge.
Xena se va întâlni și cu zeița Afrodita și cu Ares, iar într-un episod apare Poseidon, zeul mării.

### Sezonul 4
Este cel mai emoționat sezon. Xena și Gabrielle ajung în India, unde se înfruntă cu o demoniță ce o posedă pe Gabrielle. În final, cele două îl întâlnesc pe Eli - un profet ce stăpânește arta magiei, vindecării, care predică învățături și răspândește religia păcii-asemeni lui Iisus. Xena și Gabrielle sunt îngrijorate, li se prevestește viitorul și află că amândouă vor fi răstignite. Apare Alti - un șaman periculos, și dușman al Xenei. Are loc confruntarea, în care Gabrielle își pierde părul, tăiat de chackram-ul Xenei. Xena și Gabrielle se întâlnesc cu o amazoană - pe nume Amarice și se reîntâlnesc cu Eli. Trei dintre ei sunt răpiți de către romani și duși la o închisoare de pe Alpini, iar Xena trebuie să-i elibereze. Se întâlnește cu Brutus pe care Xena îl convinge că Cezar se folosește de el. Xena ajunge pe Alpini, unde este lovită cu propriul chackram de către spiritul lui Callisto și îi este ruptă coloana vertebrală; Xena cade, Gabrielle ucide câțiva soldați romani, dar nu reușește să-i înfrângă, cele două sunt crucificate, Eli și Amarice scapă, iar Caesar, care se proclamă dictator este ucis în Senat de către Brutus și senatori.

### Sezonul 5
Spiritele Xenei și Gabriellei ajung in rai, unde o înfruntă pentru ultima oară pe demonița Callisto, care în cele din urmă se transformă într-un înger. Xena și Gabrielle se întorc pe Pământ, iar după câteva episoade, Xena află că este însărcinată. Nu după mult timp, Eli este ucis de zeul Ares, de frică să nu vină amurgul zeilor. Eli devine și el un spirit protector alături de îngerul Callisto și îl vor proteja pe copilul nenăscut. Xena se întâlnește cu Hercule - actorul Kevin Sorbo este arătat pentru prima dată cu părul scurt, iar Xena este pe cale să nască. După ce Hercule se împacă cu zeița Hera, Zeus vrea să-l ucidă pe copilul nenăscut, de teama amurgului zeilor prevestit de ursitoare. În timp ce Xena naște, Zeus se află la căpătâiul Xenei, cu fulgerul ucigător în mână, dar Hercule îl ucide pe Zeus cu coasta lui Cronos, Zeus fiind primul zeu ucis, deși mai înainte el însuși a înghițit-o pe Hera, din cauza trădării. Copilul fiind fată, este numit Eve. Xena mai trece prin diverse aventuri - se confruntă cu zeița Atena, înlocuitoarea lui Zeus, iar Xena este apărată de Ares. Xena se deghizează chiar în Cleopatra ucisă de curând de un șarpe și se preface că este îndrăgostită de Antoniu. Gabrielle îl ucide într-o bătălie pe Brutus, iar Xena, deghizată în Cleopatra îl ucide pe Marc Antoniu, după ce-și dezvăluie identitatea. După ce îl pune împărat pe Augustus, Xena îi va înfrunta pe Atena, Hefaistos și Hades, o păcălește pe Celestia - moartea însă cele două, Xena și Gabrielle sunt înfrânte, iau o otravă și sunt duse amândouă într-o peșteră dintr-un vulcan, de către Ares.
Trec 25 ani, Xena și Gabrielle sunt readuse la viață și îl găsesc pe Joxer, bătrân și cu familie, avându-l ca fiu pe Virgil-foarte asemănător la trăsături cu Gabrielle. Cele două află că Eve a fost educată în stil roman, iar Xena este dezamăgită că Eve devenise o războinică la fel de crudă cum a fost și ea. O înfruntă pe fiica sa, Joxer este ucis de către Eve, însă printr-o minune a îngerului Eli, Eve redevine bună și se căiește pentru păcatele sale. La sfârșitul sezonului are loc cea mai mare confruntare-la fel ca în jocul PSP God of War 2- o confruntare împotriva zeilor.
După ce Eve este botezată de către Ioan Botezătorul, începe înfruntarea. Apare Poseidon din mare - tot realizat pe calculator, apar și ceilalți zei: Hefaistos, Deimos, Eris/Discordia, Hades și Artemis iar în final apar Atena și Ares. Poseidon este ucis din greșeală de către fulgerul lui Hades, Discordia decapitată iar Hefaistos ucis cu toporul. Urmează Hades care este ars, Deimos este strivit. Xena o rănește mortal pe Gabrielle, deoarece era gata să o ucidă pe Eve, din cauza furiilor care au fost ordonate de către Atena să o folosească pe Gabrielle, în planul zeilor de a o ucide pe Eve. Afrodita le conduce pe muntele Olimp, unde are loc confruntarea finală, Artemis este omorâtă cu doua săgeți, iar Atena, deși aproape învingătoare, din cauza lui Ares care le vindecă pe Gabrielle și Eve, este ucisă în final de către Xena.

### Sezonul 6
În ultimul sezon, Xena înfruntă și alți dușmani - pe Mephistopheles, regele iadului, care e înlocuit de Satana/Lucifer, Odin regele zeilor scandinavi, aproape că îl ucide pe Arhanghelul Mihail. Xena, pierzându-și puterile de-a ucide zeii, le ajută pe amazoane, care sunt aproape exterminate de către Bellerophon, fiul lui Artemis, zeița protectoare a amazoanelor și pe centauri, care sunt aproape toți omorâți de către Belach , fiul lui Borias, de asemenea îl înfruntă pe Caligula într-o întrecere în stil Ben Hur, Xena și Gabrielle ajung în viitor, în sec.21, fiind clonate, în timpul luptei cu Alti - șamana. Îl înfruntă într-o lume paralelă pe Cezar, care evadase din iad și le leagă pe ursitoare și pe Alti. Xena este din nou crucificată, iar Caesar este ucis din nou, de către Alti. Gabrielle repară situația, distruge firele destinelor și repară viitorul și trecutul.
În final, din cauza celor 40 mii de oameni uciși de Xena în trecutul ei malefic, ultima aventură are loc în Japonia, unde Xena este în final ucisă de un samurai și corpul ei e sfâșiat, fiind apoi incinerată de Gabrielle. Misiunea este continuată de Gabrielle, care învață arta războiului și cum să controleze chackram-ul. Îl ucide pe războinicul samurai pe Muntele Fuji, apoi încearcă să o reînvie pe Xena.Xena îl ucide pe Yodoshi, însă pentru ca acele 40 mii de suflete pe care Yodoshi le-a înghițit, ca să se odihnească după ce au fost eliberate, Xena trebuie să plece pentru totdeauna în rai, dispărând complet din fața Gabriellei. Are loc o despărțire de final foarte dureroasă pentru fanii serialului, Gabrielle continuându-și însă călătoria și aventurile cu vasul în care se afla cenușa corpului incinerat al Xenei și avându-l alături pe spiritul care o păzește pe Gabrielle.

## Personaje și actori
- Xena - Lucy Lawless
- Gabrielle - Renee O'Connor
- Joxer - Ted Raimi
- Kevin Tod Smith - Ares
- Hudson Leick - Callisto
- Alexandra Tydings - Aphrodite
- Karl Urbam - Caesar
- Paris Jefferson-Atena